# Незабудине (селище)
Незабудине — селище в Україні, у Святовасилівській сільській територіальній громаді Дніпровського району Дніпропетровської області. Населення становить 206 осіб.

## Географія
Поселення Незабудине засноване при відкритті однойменної залізничної станції. Селище розташоване на відстані 2 км від сіл Незабудине, Новомар'ївка та Барвінок.